# Vključeni novinarji
»Embedded« novinarji (dobesedno vključeni novinarji) so novinarji ki se s ciljem poročanja o spopadih priključijo vojaškim enotam na bojišču. Izraz je formalno prvič uporabila ameriška vojska v vojni v Iraku leta 2003. Zgodovina embedded novinarstva je dolga in se začenja že v času Krimske vojne (1854-1856), ko so britanski vojni dopisniki poročali o dogodkih na bojiščih. Od leta 1991 naprej so embedded novinarji poročali iz vojn na Balkanu, znane so predvsem njihove zgodbe, ko so vključeni med vojake vojske BiH poročali z obleganega Sarajeva. Leta 1999 se je v enote NATA vključilo 1000 tujih embedded novinarjev, ki so z NATO-m vkorakali na Kosovo. V vojni v Iraku (2003) je delovalo okoli 740 takšnih novinarjev.